# Медвежий угол (роман)
«Медвежий угол» (швед. Björnstad) — роман шведского писателя Фредрика Бакмана, впервые опубликованный издательством Piratförlaget в сентябре 2016 года. Первая часть трилогии «Медвежий угол».

## Сюжет
Действие романа происходит в вымышленном городе Бьорнстад, затерянном в шведской глуши. Когда-то здесь кипела жизнь, но теперь у его жителей осталась лишь одна надежда и повод для гордости — юниорская хоккейная команда. Однако накануне важнейшего матча город сотрясает чудовищное известие: лучшего игрока юниоров обвиняют в изнасиловании дочери спортивного директора.

## Действующие лица
- Петер Андерсон — спортивный директор
- Мира Андерсон — жена Петера, адвокат
- Мая — пятнадцатилетняя дочь Петера и Миры Андерсон
- Лео — младший сын Петера и Миры Андерсон
- Ана — подруга Маи
- Фатима — уборщица ледового дворца
- Амат — сын Фатимы, хоккеист детской команды, влюблен в Маю
- Суне — главный тренер взрослой хоккейной команды
- Давид — главный тренер юниоров
- Кевин Эрдаль — хоккеист юниорской команды
- Беньямин Ович — хоккеист юниорской команды, лучший друг Кевина

## Значимость романа
В романе затрагиваются вечные темы: безоговорочная любовь, умение отпускать, сложность и ответственность родительства, вопрос доверия к своим детям, доверия к себе. При этом главная мысль, проходящая через всё произведение, касается группового давления. Бакман умело использует место действия: через призму хоккейного мира он рассматривает болезненные и проблемные точки современного общества. Автор описывает «токсичную маскулинность», отношение к насилию, психологию жертвы и травлю.

## Экранизация
В октябре 2020 года состоялась премьера мини-сериала «Медвежий угол» по роману Бакмана.